# Squamamoebidae
Squamamoebidae es una familia de amebas marinas del filo Amoebozoa recientemente propuesta. Se caracteriza por presentar una capa delgada y ligeramente flexible compuesta por una subestructura de escamas embebidas en una matriz y situada sobre la membrana plasmática. Esta capa presenta uno o numerosos orificios a través de los cuales salen los seudopódos y les permiten la locomoción, que es muy lenta.
En esta familia la subestructura de las escamas incluye un filamento que se proyecta desde el centro de las mismas, al contrario que en la otra familia de la clase Cutosea, Sapocribridae, que carecen de ellos. La locomoción implica numerosos pequeños seudópodos con forma de pezón que se fijan al sustrato mientras la célula avanza. La forma estacionaria puede ser altamente ramificada. Además del género tipo, Squamamoeba, probablemente pertenezca a la familia también el género Pessonella.